# Саутгемптон Тауншип (Нью-Джерсі)
Саутгемптон Тауншип (англ. Southampton Township) — селище (англ. township) в США, в окрузі Берлінгтон штату Нью-Джерсі. Населення — 10 317 осіб (2020).

## Демографія
Згідно з переписом 2010 року, у селищі мешкали 10 464 особи в 4746 домогосподарствах у складі 3040 родин. Було 5024 помешкання
Расовий склад населення:
| - 94,5 % — білих - 2,2 % — чорних або афроамериканців - 1,3 % — азіатів - 0,1 % — корінних американців |

До двох чи більше рас належало 1,4 %. Частка іспаномовних становила 2,2 % від усіх жителів.
За віковим діапазоном населення розподілялося таким чином: 15,6 % — особи молодші 18 років, 52,4 % — особи у віці 18—64 років, 32,0 % — особи у віці 65 років та старші. Медіана віку мешканця становила 53,9 року. На 100 осіб жіночої статі у селищі припадало 88,0 чоловіків;  на 100 жінок у віці від 18 років та старших — 85,5 чоловіків також старших 18 років.
Середній дохід на одне домашнє господарство  становив 76 879 доларів США (медіана — 55 432), а середній дохід на одну сім'ю — 97 515 доларів (медіана — 70 625). Медіана доходів становила 60 698 доларів для чоловіків та 46 125 доларів для жінок. За межею бідності перебувало 5,6 % осіб, у тому числі 3,6 % дітей у віці до 18 років та 3,5 % осіб у віці 65 років та старших.
Цивільне працевлаштоване населення становило 4240 осіб. Основні галузі зайнятості: освіта, охорона здоров'я та соціальна допомога — 27,6 %, роздрібна торгівля — 12,4 %, науковці, спеціалісти, менеджери — 10,6 %, будівництво — 10,2 %.